# 山名師義
山名 師義（やまな もろよし）は、南北朝時代の武将・守護大名。室町幕府小侍所所司、丹後国・伯耆国・但馬国守護。

## 略歴
嘉暦3年（1328年）、山名時氏の嫡男として誕生。
父に従い興国2年/暦応4年（1341年）の塩冶高貞追討と正平2年/貞和3年（1347年）の楠木正行との戦闘に参加、観応の擾乱では足利尊氏ら北朝方に属し父・時氏が足利直義ら南朝方に寝返った後も北朝に留まり、正平7年/文和元年（1352年）の八幡の戦いでは尊氏の嫡男・義詮と共に南朝の男山を攻めている。しかし、若狭国にあった所領の知行を佐々木道誉に妨害されていることに怒り、父や兄弟達と共に南朝に帰順、直義の養子・直冬を奉じて北朝方の赤松則祐と争い、中国地方における勢力拡大に務める。正平18年/貞治2年（1363年）に父が北朝に帰順すると、丹後・伯耆の守護職を引き継ぐ。幕政においては管領・細川頼之らと派閥抗争を繰り広げた。
建徳2年/応安4年（1371年）に父が死去すると惣領となるが、5年後に師義も49歳で死去。嫡男・義幸は病弱で他の息子も幼少のため、弟・時義が後を継いだが、これが山名一族内紛の一因となる。
また、伯耆に打吹山城を築き、時氏統治時代の居城田内城から移転している。